# Aprilia MX (motard)
Con la sigla MX la casa motociclistica Aprilia ha presentato e prodotto motociclette della categoria motard, la disciplina nata alla fine degli anni 90 in Francia, con motociclette esteticamente simili alle enduro ma con ruote e impianto frenante adattati all'uso su piste stradali.

## Aprilia MX 50
L'Aprilia MX 50 è il ciclomotore Aprilia della serie e ricorda molto la sorella di maggiore cilindrata con le sue linee squadrate e un po' inusuali, è stato prodotto dal 2002 al 2004, per essere sostituito definitivamente dal modello SX 50.
Questo modello rispetto alla RX 50, in questo caso non è stato maggiorato come si fa sempre, mentre le ruote con annesse le coperture sono state opportunamente sostituite.
Questa moto è stata sostituita dall'Aprilia SX 50, nel 2006.

## Aprilia MX 125
L'Aprilia MX 125 è la versione di cilindrata maggiore ed è stata prodotta dal 2004 al 2006.
L'unica serie presentata nel 2004 riprendeva la colorazione della MXV 4.5 che partecipava al mondiale cross. Nel 2006 è stata presentata una nuova colorazione che riprendeva i colori dell'SXV 4.5, mentre dal 2007 la moto non è più in produzione.
Questo modello è basato sull'Aprilia RX 125 che era prodotta dal '83 al 2002, quindi rappresenta non solo una sorella del modello enduro, ma anche il suo proseguimento, come sorella dell'RX ha preso praticamente tutto, con la differenza che per questo nuovo modello si ha l'impianto frenante maggiorato, delle ruote più piccole e le coperture lisce.
Questa moto è stata sostituita dall'Aprilia SX 125, nel 2007.